# Армін Еренцвейг
Армін Еренцвейг (нім. Armin Ehrenzweig; 15 грудня 1864, Будапешт — 29 вересня 1935, Грац) — австрійський вчений-юрист.
Армін Еренцвейг був єврейського походження, але охрещений як католик. Він отримав докторський ступінь sub auspiciis imperatoris у 1888 році. Він багато років працював суддею. У 1896 році пройшов габілітацію з австрійського приватного права у Віденському університеті та був призначений доцентом у 1901 році. З 1913 року він був ординарним професором Грацького університету .
Він похований на кладовищі Святого Леонарда в Граці .

## Вибрані праці
- System des österreichischen allgemeinen Privatrechts, 1920–1925